# Coche Falls
Die Coche Falls sind ein Wasserfall im Tongariro-Nationalpark im Zentrum der Nordinsel Neuseelands. In den westlichen Ausläufern des Vulkans Ruapehu liegt er östlich der Ortschaft Pokaka am New Zealand State Highway 4 im Oberlauf des Manganuioteao River. Seine Fallhöhe beträgt 19 Meter.